# الأطفال (مجلة)
مجلة الأطفال هي مجلة مصرية أسبوعية صدر العدد الأول منها في أبريل 1926م، لصاحبها ورئيس تحريرها أحمد عطية الله، وهي تعتبر أول إصدار لمجلة ميكي ماوس باللغة العربية، حيث استوحيت قصصها من المسلسلات الكرتونية التي تعتمد على شخصية ميكي كما رسمتها شركة والت ديزني في الثلاثينيات بالأبيض والأسود، كما قامت المجلة بتمصير بعض القصص الكرتونية الأخرى التي تتسم بالفكاهة، وكثيراً ما كان الزجل الذي يكتبه رئيس التحرير مصاغاً باللغة العربية واللهجة العامية معاً.
بلغت صفحات القصص الكرتونية 12 صفحة في بعض الأعداد من بين 24 صفحة، الأبواب الثابتة تعتمد على قصص الكرتون، والأزجال، والتسالي. قطع المجلة 28×20سم، أبيض وأسود، وتُلوَّن يدوياً. لم يصدر من المجلة سوى ستة أعداد حيث توقفت في يونيو 1926م